# Kuligura
Kuligura – szczyt górski w Górach Lewockich we wschodniej Słowacji. 1250 m n.p.m. Zalesiony. Szlaków turystycznych brak. Szczyt leży w obrębie byłego poligonu wojskowego Javorina. 